# لازانيا
اللَّزَنْيَة أو اللَّزانِية أو لازانيا (بالإيطالية: Lasagne) هي أحد أنواع المعكرونة التي تأتي بشكل مسطح وعريض، هذا النوع قد يكون أحد آقدم أنواع المعكرونة. تطلق كلمة «لزنية» على طبق المعكرونة المكون من عدة طبقات حيث تتناوب شرائح اللزانيا مع مكونات أخرى مثل اللحم أو الدجاج والجبنة.

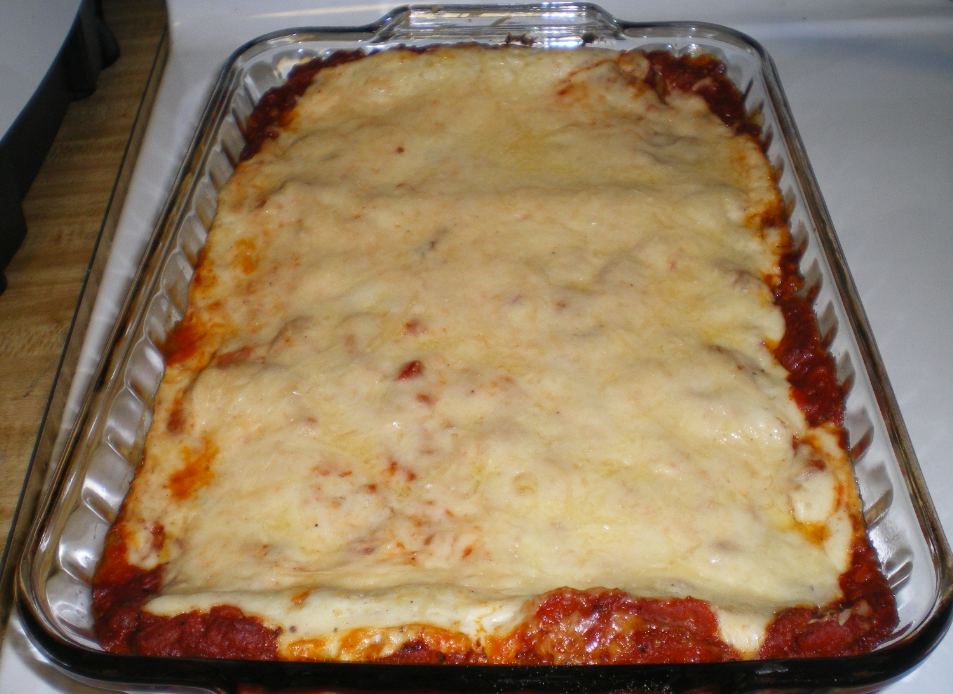
طبق اللَزنية

كلمة لَزنية، التي في الأصل معناها قدر الطبخ، الآن تستعمل لوصف هذه الأكلة. بالرغم من أن الطبق أصله يوناني إلا أن الكلمة نفسها لها أصول إغريقية معناها «قدر الطبخ». العديد من الحضارات ولغاتهم استخدموا الكلمة في معناها الأصلي، ولكن بعد فترة ليس بطويلة أصبح الناس يستخدموا اللفظ لوصف هذه الأكلة.

## أول ظهورها
ظهرت الوصفة لهذه الأكلة لأول مرة في أول كتاب للطبخ في إنجلترا الذي قاد إلى التفكير أن هذا الطبق أصله من بريطانيا. ولكن هذا الإدعاء مشكوك في أمره بسبب الاستخدام القديم لهذه الكلمة من قبل الرومان وغيرهم.

## الأنواع
هناك العديد من أنواع اللَزنية المختلفة من اللَزنية الحارة إلى اللزنية النباتية ولزنية المأكولات البحرية. حيث أن الطبق نفسه يسمح للطباخين الماهرين والطباخين في المنزل إلى الابتكار في استخدام الصلصات المختلفة والإضافات الأخرى.
من أشهر أنواع اللزنية: لزنية اللحم، لزنية الدجاج، لزنية الخضار، لزنية السبانخ، لزنية الباذنجان

## معلومات غذائية
تحضّر اللزنية البولونيز باستخدام اللزنية، لحم البقر، الفطر، البصل، معجون الطماطم، صلصة الطماطم، زيت زيتون، خل، مرقة دجاج، زعتر يابس، جبن بارمزان، جوزة الطيب. أمّا صلصة البيشاميل فتحضّر باستخدام الزبدة، الدقيق، الحليب، جوزة الطيب، البهار والملح
تحتوي قطعة اللزنية البولونيز (350غ تقريباً) بحسب موقع شهية، على المعلومات الغذائية التالية:
- سعر حراري: 900
- الدهون: 50
- الدهون المشبعة: 26
- الكوليسترول: 133
- الكربوهيدرات: 79
- البروتينات: 35[3]

## معرض صور

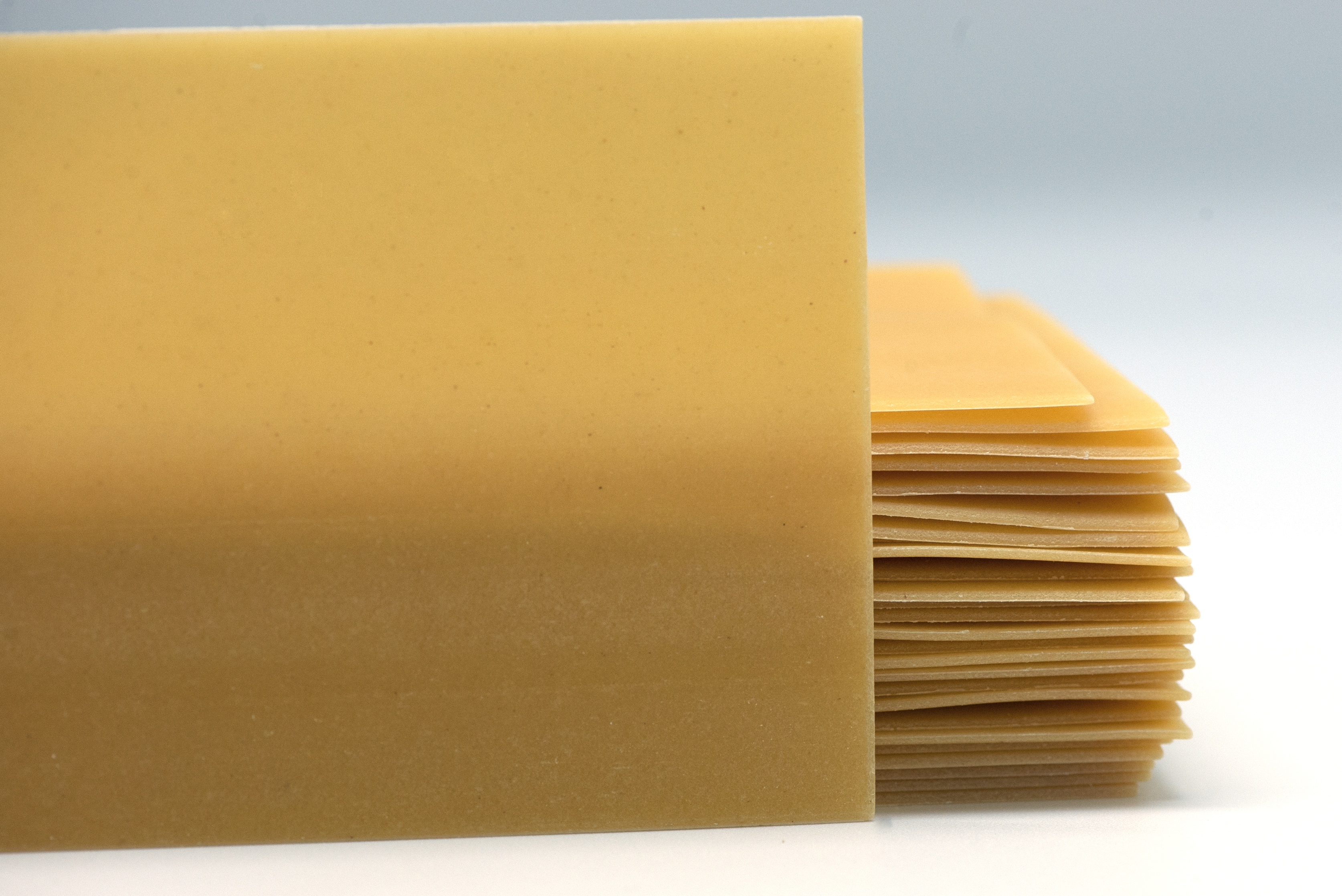
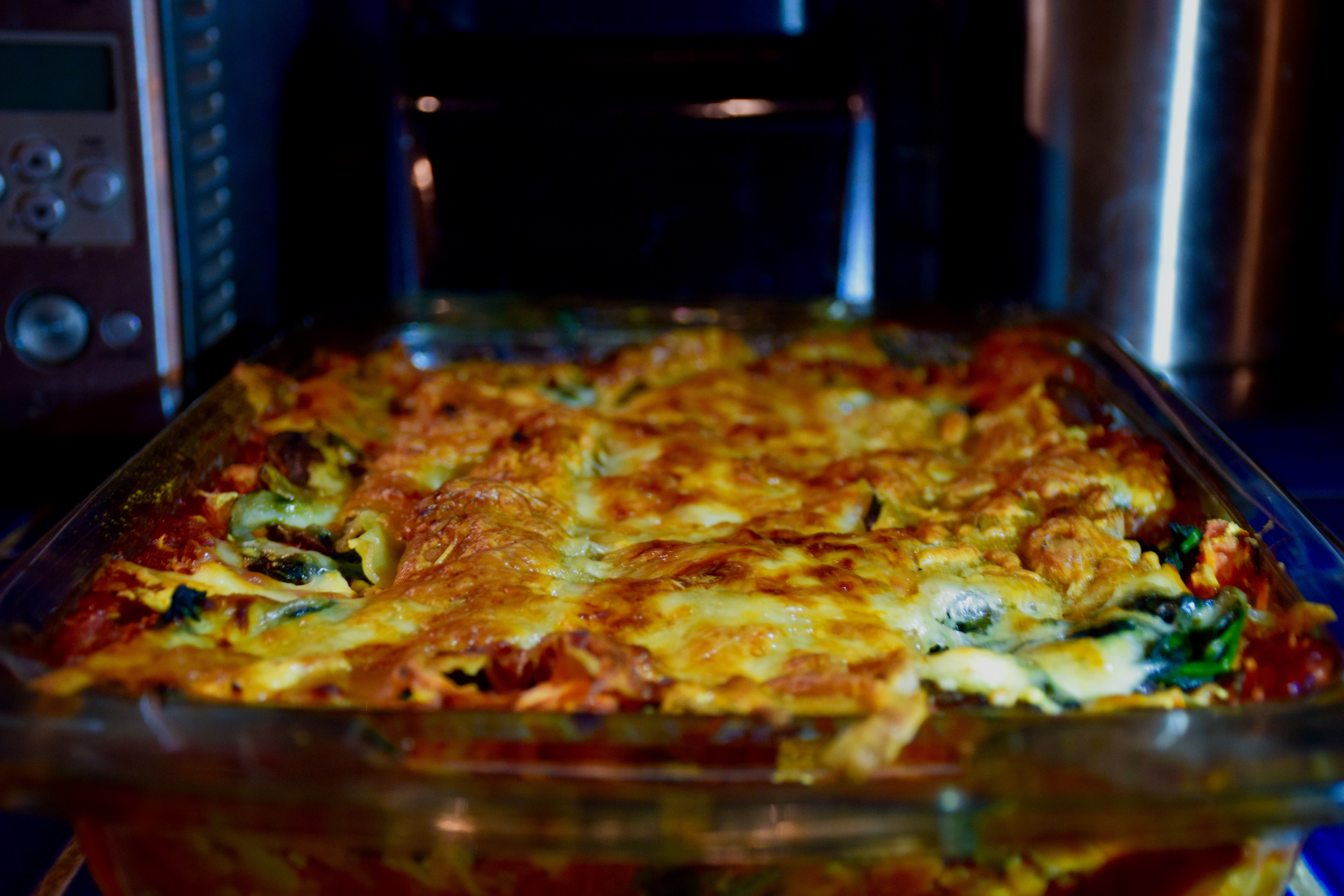
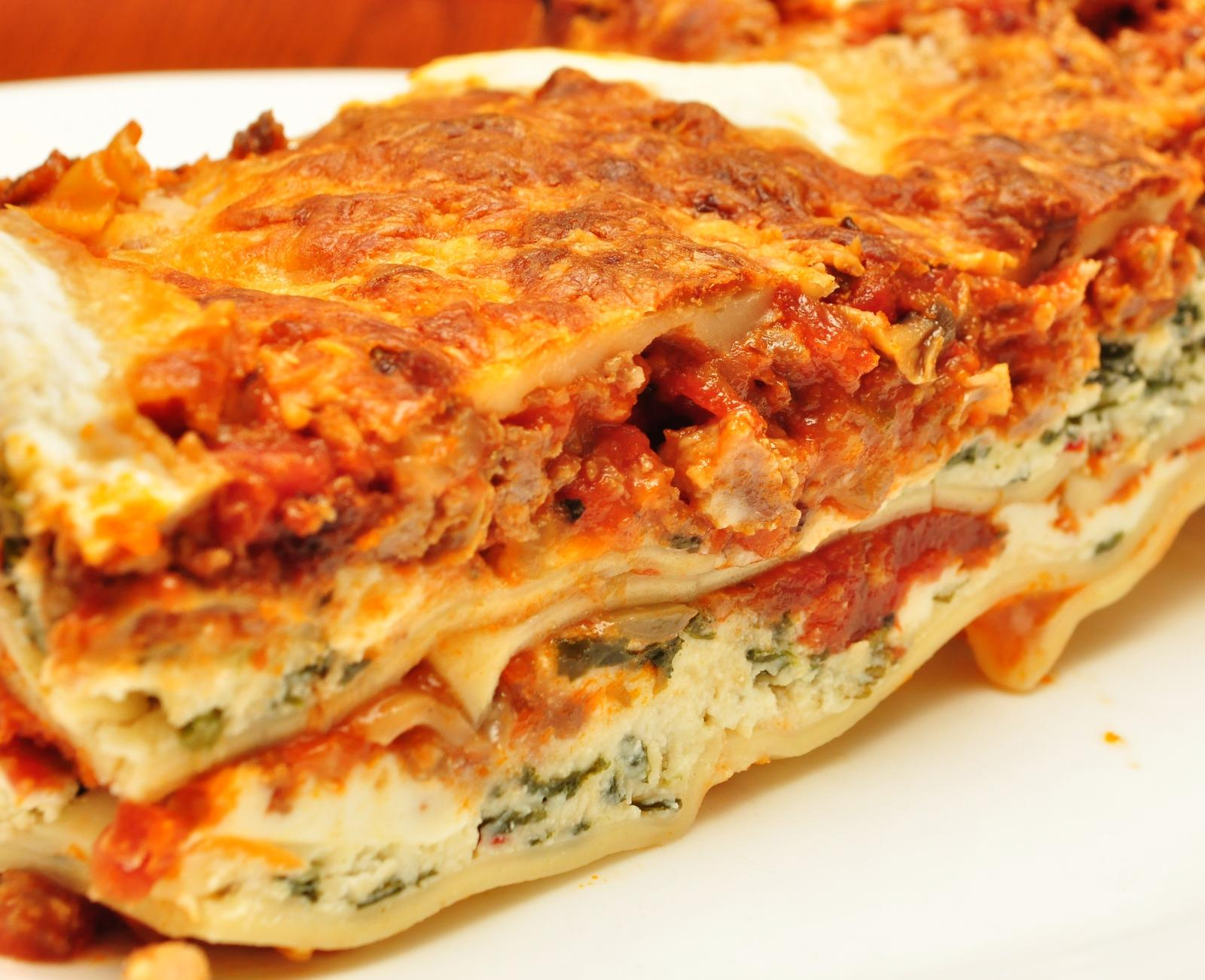
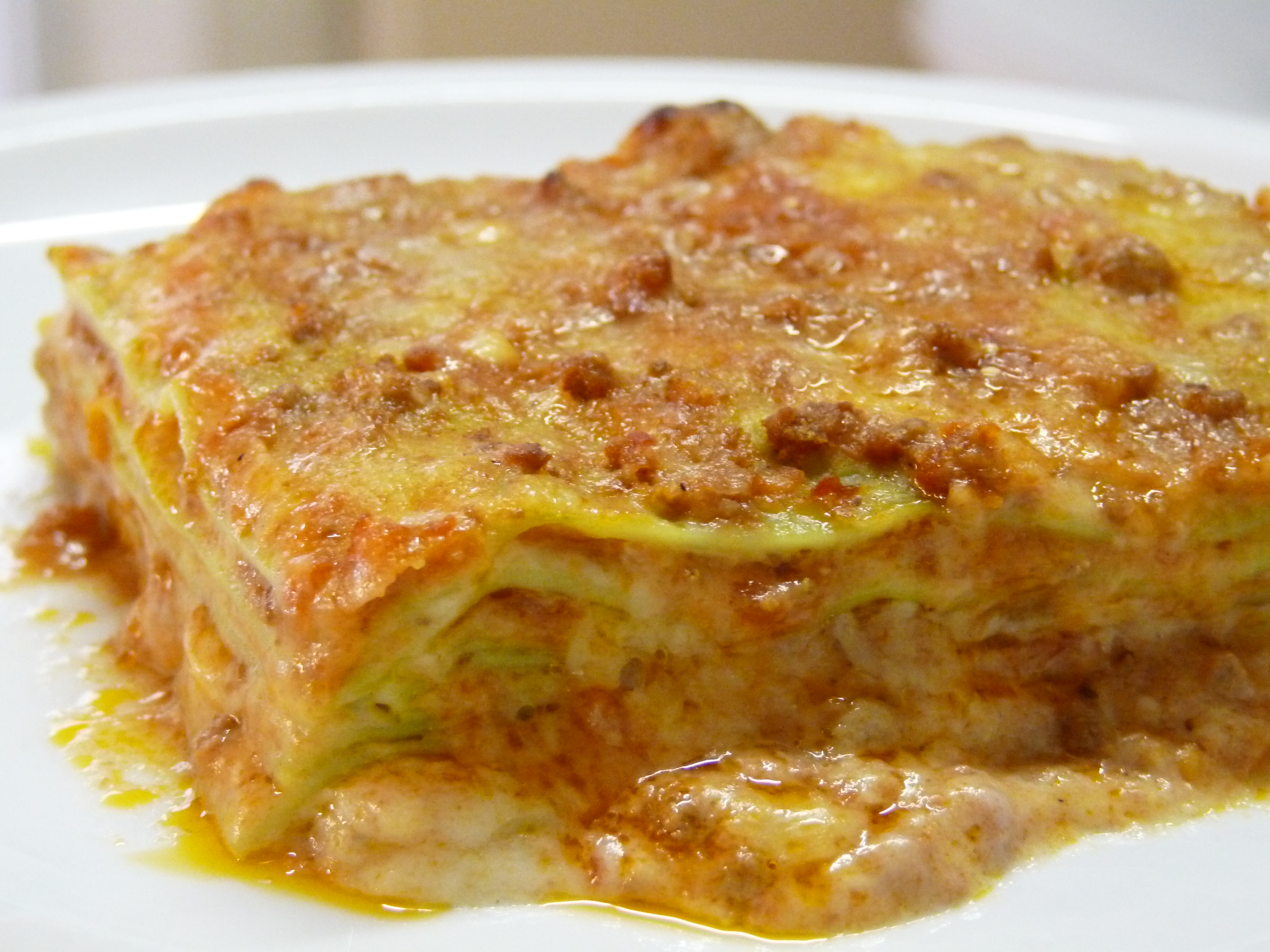